# District d'Aso

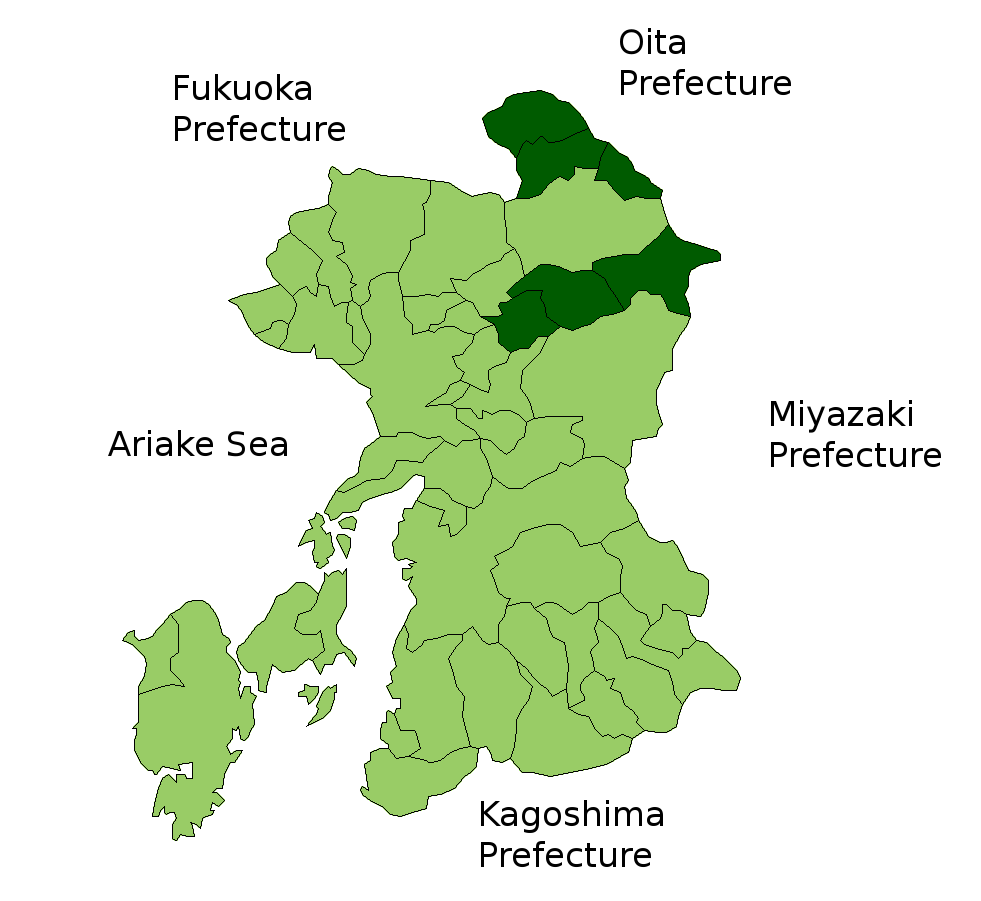
Localisation du district d'Aso dans la préfecture de Kumamoto.

Le district d'Aso (阿蘇郡, Aso-gun) est un district de la préfecture de Kumamoto, au Japon, étendu sur une superficie de 703,1 km2.

## Municipalités
- Minamiaso
- Minamioguni
- Nishihara
- Oguni
- Takamori
- Ubuyama

## Histoire
Le 11 février 2005, le bourg d'Ichinomiya et le village de Namino s'annexent à la ville d'Aso. Le même jour, le bourg de Soyō fusionne avec le bourg de Yabe et le village de Seiwa du district de Kamimashiki pour former le bourg de Yamato. Le 13 février, les villages de Kugino, Hakusui et Chōyō fusionnent pour former le village de Minamiaso.